# برگ بوی چینی
برگ بوی چینی (نام علمی: Antidesma bunius) نام یک گونه از راسته مالپیگی‌سانان است.